# Internationales Artistenmuseum
Das Internationale Artistenmuseum in Deutschland präsentierte von 1997 bis 2013 eine Sammlung von Gegenständen aus der Welt der Artisten- und Unterhaltungskunst sowie der Zirkusgeschichte. Das privat betriebene Museum befand sich in der Straße Liebenwalder Damm im brandenburgischen Klosterfelde, einem Ortsteil der Gemeinde Wandlitz im Landkreis Barnim. Es war weltweit das einzige Museum zum Thema Artistik und Unterhaltungskunst. Im April 2013 wurde es vom Deutschen Kulturrat auf die Rote Liste Kultur gesetzt und als gefährdet eingestuft (Kategorie 2) und wurde 2013 nach dem Tod des Museumsgründers „für immer“ geschlossen.

## Geschichte
Das Internationale Artistenmuseum wurde am 5. September 1997 gegründet. Den Grundstock bildete die umfangreiche Privatsammlung von Museumsgründer Roland Weise, der in den 1950er Jahren als Journalist und Direktor des Büros für künstlerische Festivals tätig war. Das Interesse an der Sammlung von Materialien aus Artistenkreisen wurde durch die Begegnung mit einer Persönlichkeit der Unterhaltungskunst angestoßen: Durch Weises Tätigkeit bei der sowjetischen Militärzeitung für Deutschland Tägliche Rundschau war er mit dem sowjetischen Magier Emil Kio in Kontakt gekommen. Das geschenkte Foto war das erste Stück seiner Sammlung.
Aufgrund des stetigen Publikumsinteresses an seinen Ausstellungen, die er seit den 1960er Jahren an verschiedenen Orten in Deutschland und im Ausland zeigte, hatte sich Weise bereits Ende der 1970er Jahre um die Gründung eines Artistenmuseums bemüht. 1980 wurde sein Antrag von der DDR-Führung abgelehnt. Nach der friedlichen Revolution kam er auf das Ansinnen zurück, gründete gemeinsam mit 23 Kunstschaffenden einen Museums-Förderverein und baute das Museum auf seinem Grundstück in Klosterfelde mit privaten Mitteln auf. Für den ständigen Betrieb des Museums standen jährlich etwa 180.000 Euro bereit, es konnten vier feste Arbeitsplätze geschaffen werden.

## Sammlung und Angebote

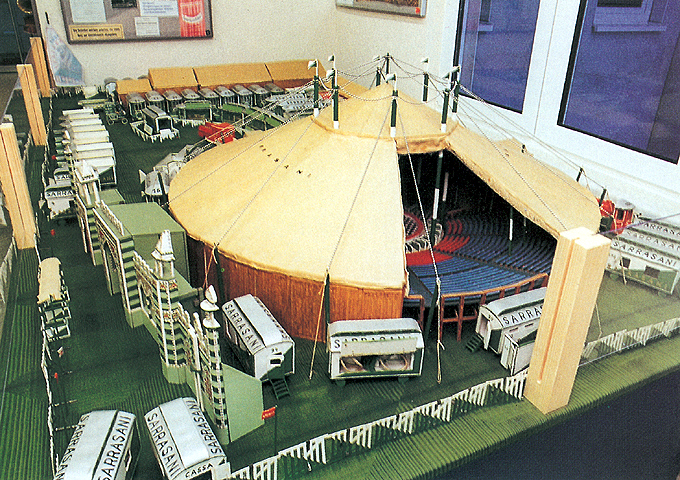
Das Modell des Zirkus Sarrasani war im Museum zu sehen.

Der enorme Umfang der Sammlung führte dazu, dass das Internationale Artistenmuseum 2001 in das Guinness-Buch der Rekorde aufgenommen wurde. Die Exponate wurden in regelmäßig wechselnden Ausstellungen gezeigt und ständig vermehrt. Zum Bestand gehörten bis um das Jahr 2012 unter anderem 12.000 historische und aktuelle Fachbücher über Artistik, Kabarett, Magie, Musik, Tanz, Pantomime, Zirkus und Schaustellerwesen. Die ältesten Bücher stammen aus dem Jahr 1800. Im Museumsbesitz befinden sich auch 1300 Plakate, 35.000 Programmhefte von Varietés, Zirkussen, Kabaretts aus der ganzen Welt sowie 1500 Schallplatten, Musikkassetten, Tonbänder und Videos. Der Fundus beinhaltete weiterhin 60.000 Fotografien, 12.000 Fachzeitschriften, 350 Clownfiguren, 70 Medaillen, 350 Briefmarken mit Motiven der Artistik und 60 Artisten- und Zirkusfilme (Stand Mitte 2009). Erwähnenswert sind der Originalfilm über den Aufbau des vietnamesischen Staatszirkus' sowie Ausschnitte aus den DEFA-Wochenschauen der DDR über Artisten, Varietés und Zirkusse. Weitere Bestandteile der Sammlung waren Kraftakrobatikrequisiten des mehrfachen Kraftsport-Weltmeisters Milo Barus, eine historische Glockenorgel aus dem Jahr 1901 sowie Originalkostüme der russisch-sowjetischen Clowns Karandasch und Oleg Popow, des Entertainers Freddy Quinn sowie zahlreicher weiterer Künstler. Auch ein präparierter Eisbär aus der Eisbärengruppe der Dompteuse Ursula Böttcher aus dem Staatszirkus der DDR gehörte zur Sammlung. Gezeigt wurde außerdem ein maßstabsgetreues Modell des festen Zirkusbaus des Zirkus Sarrasani in Dresden um 1936 sowie ein originales Winchester-Gewehr des amerikanischen Kunstschützen Buffalo Bill, das er bei der Präsentation seiner Wildwest-Show 1889/1890 in Deutschland benutzte.

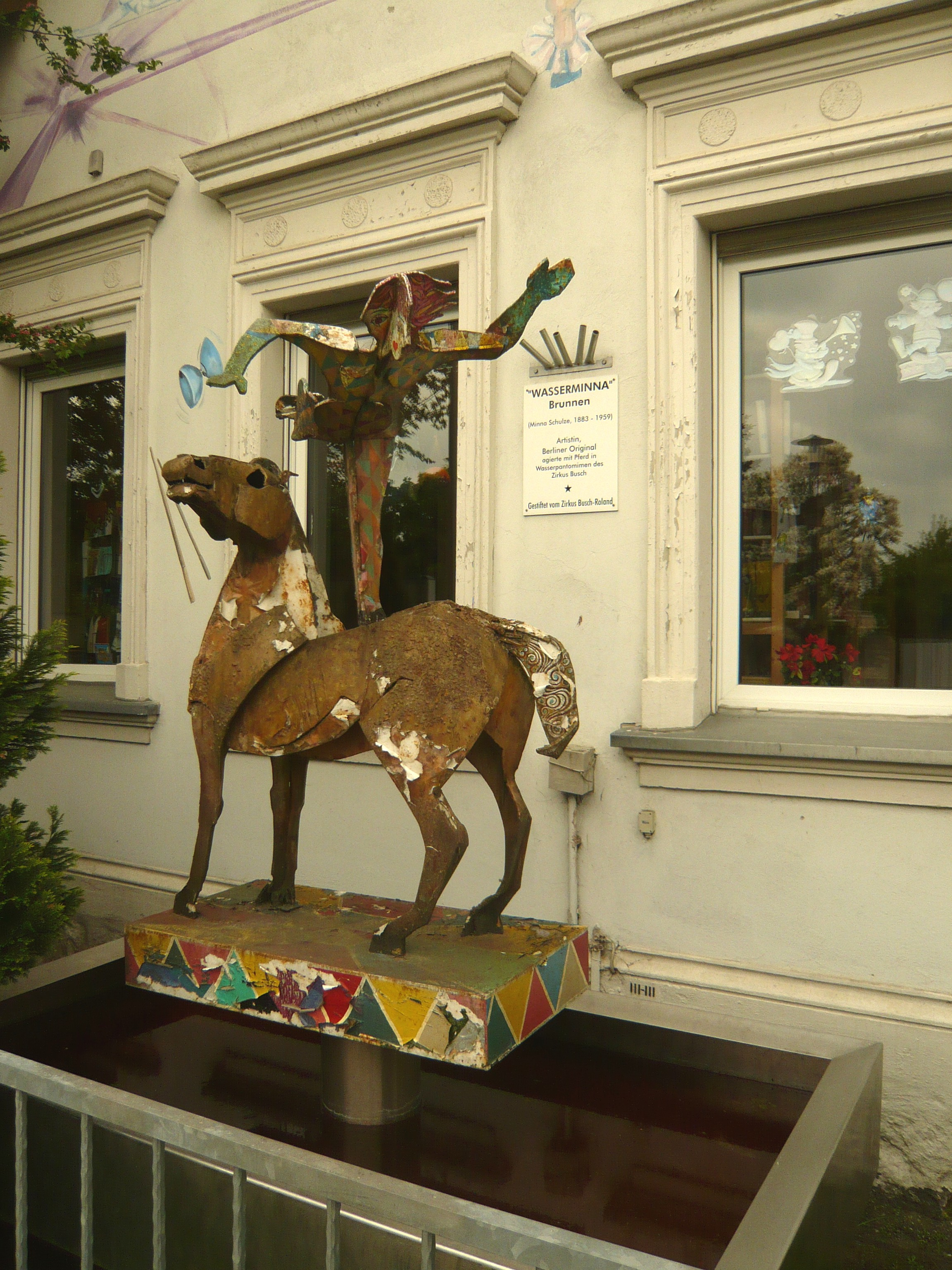
Wasserminna-Brunnen

Bereits im Vorgarten wies der Brunnen Wasserminna, gestiftet vom Zirkus Busch-Roland, auf eine abwechslungsreiche Darbietung hin. Zunächst war eine Aufstellung auf dem Berliner Alexanderplatz vorgesehen.
Zusätzlich zu der ständigen Exponateschau wurden regelmäßig Sonderausstellungen anderer Sammler sowie Veranstaltungen organisiert, so gab es 2006 den Auftritt jüdischer und ukraionioscher Künstler, Vorführungen von Zaubertricks und anderes, im Jahr 2009 die Ausstellung Artisten, Varieté und Zirkus in der Filmwelt, bei welcher das jüdisch-ukrainische Ensemble des Volkskünstlers Alexander Schwarz musizierte. Einmal jährlich fanden Internationale Artistentage statt, bei der namhafte Künstler aus aller Welt auftraten. Schirmherr dieses Events war der Brandenburgische Ministerpräsident.
Die Internationalen Artistentage waren einerseits ein Publikumsmagnet, andererseits traten aus diesem Anlass auch Sänger, Musiker oder Artisten aus verschiedenen Einrichtungen auf. Die Besucher und eine kleine Jury vergaben gemeinsam einen Publikumspreis, den Grand Prix artistique, der im Jahr 2007 an Regina Thoss, James W. Pulley, die Berliner Artistenschule contraire, das Heeresmusikkorps der 14. Panzergrenadierdivision, die Breaking-Gruppe Batte Beasts aus Russland und an das Deutsche Clown-Theater vergeben wurde.
Bis zum Jahr 2007 kamen 175.000 Besucher in das „weltweit einzige Artistenmuseum“ (eigene Darstellung).
Der Museumsverein veranstaltete im Sommer 2009 mithilfe von Fördermitteln der Gemeinden Wandlitz, Bernau bei Berlin, Panketal und Eberswalde einen sechstägigen Workshop in einem eigens auf der Wiese vor dem Museum errichteten großen Zirkuszelt. Das Angebot richtete sich an Kinder zwischen 10 und 15 Jahren, bei dem Einrad-Fahren, Akrobatik, Balance, Jonglage, Zauberei und Clownerie erlernt werden konnten.
Seit den späten 1990er Jahren bestand die Möglichkeit, sich beim Tag der offenen Museumstür (Oktober) einen kleinen Überblick über die Exposition zu verschaffen.

## Ausstellungen (Auswahl)
- Artisten, Varieté und Zirkus in der Filmwelt (2009)
- Artistik und Zirkuskunst der DDR (2011)
- Absurdes, Kurioses und Sensationelles aus Varieté und Zirkus (2011/2012)
- Das Lachen großer Clowns (2012)[13]

## Träger und Zukunft
Das Museum am Rande der Schorfheide wurde seit 2005 vom Förderverein Internationales Artistenmuseum betrieben, dessen Vorsitzende Dagmar Enkelmann war. Der eingetragene Verein arbeitete gemeinnützig und setzte sich aus Artisten, Persönlichkeiten des öffentlichen Lebens sowie weiteren Unterstützern aus dem In- und Ausland zusammen.
Eintrittsgelder und Zuschüsse des Landes Brandenburg waren jedoch keine sichere Existenzbasis. Deshalb wurde zur Sicherung des Standortes zwischen dem Eigentümer Roland Weise und dem Förderverein über den Abschluss eines Erbbaurechtsvertrages verhandelt, der für Bank-Kreditgeschäfte eine wichtige Grundlage darstellt. Der Verein plante langfristig den Erwerb des Museums sowie Erweiterungsbauten für das Archiv und für Veranstaltungen. Die Gemeinde Wandlitz beteiligte sich jährlich mit einigen Tausend Euro an den Ausgaben für das Artistenmuseum, die genaue Höhe richtet sich nach dem vorgelegten Verwendungsnachweis.
Wegen finanzieller und baulicher Probleme erfolgte auf Beschluss der zuständigen Gemeinde Wandlitz im Sommer 2014 die Schließung des Museums.